# Потез 31
Потез 31 (фр. Potez 31) је француски ловачки авион. Први лет авиона је извршен 1928. године. 

Имао је још слабије летне особине од модела Потез 26, па до производње није дошло.
Највећа брзина авиона при хоризонталном лету је износила 242 km/h.
Распон крила авиона је био 14,30 метара, а дужина трупа 9,50 метара. Био је наоружан са 2 митраљеза калибра 7,7 милиметара.

## Наоружање
| Наоружање авиона: Потез 31     |     |
| Ватрено (стрељачко) наоружање  |     |
| Топ                            |     |
| Митраљез                       |     |
| Број и ознака митраљеза        | 2   |
| Калибар                        | 7,7 |
| Бомбардерско наоружање (бомбе) |     |
| Ракетно наоружање (ракете)     |     |